# Velasquita od Besalúa
Gospa Velasquita od Besalúa (katalonski Belasquita de Besalú), znana i kao Konstanca (Constança), bila je španjolska plemkinja, grofica supruga Urgella.
Njezini su roditelji vrlo vjerojatno bili grof Bernard I. od Besalúa i njegova supruga, gospa Toda Provansalska.
Oko 1030. godine, ona se udala za grofa Urgella, Don Ermengola II., kojem je bila druga supruga. On ju je oženio poslije smrti svoje prve supruge, grofice Arsende, s kojom nije imao djece.
Ermengol II. i Velasquita bili su otac i majka samo jednog djeteta, sina Ermengola III., kojem je Velasquita bila regentica.

## Poveznice
- Adelajda od Besalúa

## Vanjske poveznice
- Obitelj grofa Ermengola II.